# Campionati europei di karate 2017
La 52ª edizione dei campionati europei di karate si è svolta nella città turca di Kocaeli dal 4 al 7 maggio 2017.

## Paesi partecipanti
Hanno preso parte alla competizione 490 karateca provenienti da 43 diversi Paesi.
- Albania (2)
- Austria (11)
- Azerbaigian (17)
- Bielorussia (14)
- Belgio (12)
- Bosnia ed Erzegovina (17)
- Bulgaria (3)
- Croazia (21)
- Rep. Ceca (7)
- Danimarca (6)
- Inghilterra (21)
- Estonia (2)
- Finlandia (5)
- Francia (21)
- Georgia (7)
- Germania (15)
- Grecia (13)
- Ungheria (13)
- Israele (8)
- Italia (22)
- Kosovo (12)
- Lettonia (6)
- Lussemburgo (2)
- Macedonia del Nord (16)
- Malta (1)
- Moldavia (4)
- Montenegro (17)
- Paesi Bassi (13)
- Norvegia (2)
- Polonia (10)
- Portogallo (19)
- Romania (3)
- Russia (22)
- Scozia (5)
- Serbia (24)
- Slovacchia (16)
- Slovenia (8)
- Spagna (21)
- Svezia (5)
- Svizzera (7)
- Turchia (23)
- Ucraina (15)
- Galles (2)

## Podi

### Maschili

#### Individuale
| Specialità    | Oro             | Argento          | Bronzo           |
| Kata          | Damián Quintero | Ali Sofuoglu     | Mattia Busato    |
| Kata          | Damián Quintero | Ali Sofuoglu     | Roman Heydarov   |
| Kumite -60 kg | Kalvis Kalnins  | Marko Antić      | Dominik Imrich   |
| Kumite -60 kg | Kalvis Kalnins  | Marko Antić      | Angelo Crescenzo |
| Kumite -67 kg | Burak Uygur     | Alexandr Gutnik  | Carlos León      |
| Kumite -67 kg | Burak Uygur     | Alexandr Gutnik  | Mario Hodžić     |
| Kumite -75 kg | Luigi Busà      | Stanislav Horuna | Erman Eltemur    |
| Kumite -75 kg | Luigi Busà      | Stanislav Horuna | Gabor Harspataki |
| Kumite -84 kg | Ugur Aktas      | Berat Jakupi     | Denis Denisenko  |
| Kumite -84 kg | Ugur Aktas      | Berat Jakupi     | Timothy Petersen |
| Kumite +84 kg | Simone Marino   | Enes Erkan       | Slobodan Bitević |
| Kumite +84 kg | Simone Marino   | Enes Erkan       | Shahin Atamov    |

#### Squadre
| Specialità | Oro | Argento | Bronzo |
| Kata       | Spagna Jose Manuel Carbonell Sergio Galan Francisco Jose Salazar                                               | Italia Mattia Busato Alessandro Iodice Alfredo Tocco                                                            | Russia Maksim Ksenofontov Mehman Rzaev Emil Skovorodnikov Francia Lucas Jeannot Enzo Montarello Ahmed Zemouri |
| Kumite     | Turchia Uğur Aktaş Enes Erkan Gokhan Gunduz Ridvan Kaptan Serkan Yagci Alparslan Yamanoglu Muhammet Ali Yilmaz | Francia Julien Caffaro Jessie Da Costa Logan Da Costa Steven Da Costa Marvin Garin Kenji Grillon Corentin Séguy | Croazia Enes Garibovic Andjelo Kvesic Ivan Kvesic Ivan Martinac Ante Mrvicic Alan Surbek Zvonimir Zivkovic Ucraina Valerii Chobotar Stanislav Horuna Yaroslav Horuna Andriy Toroshanko Kostiantyn Tsymbal Ihor Uhnich |

### Donne

#### Individuale
| Specialità    | Oro                  | Argento         | Bronzo             |
| Kata          | Sandra Sánchez       | Viviana Bottaro | Sandy Scordo       |
| Kata          | Sandra Sánchez       | Viviana Bottaro | Dilara Bozan       |
| Kumite -50 kg | Kateryna Kryva       | Duygu Bugur     | Serap Özçelik      |
| Kumite -50 kg | Kateryna Kryva       | Duygu Bugur     | Bettina Plank      |
| Kumite -55 kg | Tuba Yakan           | Sara Cardin     | Anželika Terljuha  |
| Kumite -55 kg | Tuba Yakan           | Sara Cardin     | Jovana Georgieva   |
| Kumite -61 kg | Jovana Preković      | Lucie Ignace    | Merve Coban        |
| Kumite -61 kg | Jovana Preković      | Lucie Ignace    | Anita Serogina     |
| Kumite -68 kg | Alisa Buchinger      | Alizee Agier    | Sanja Cvrkota      |
| Kumite -68 kg | Alisa Buchinger      | Alizee Agier    | Hafsa Şeyda Burucu |
| Kumite +68 kg | Anne Laure Florentin | Meltem Hocaoglu | Hana Antunovic     |
| Kumite +68 kg | Anne Laure Florentin | Meltem Hocaoglu | Ivanna Zaytseva    |

#### Squadre
| Specialità | Oro                                                                            | Argento                                                         | Bronzo |
| Kata       | Italia Sara Battaglia Viviana Bottaro Michela Pezzetti                         | Francia Lila Bui Marie Bui Sandy Scordo                         | Turchia Dilara Bozan Rabia Kusmus Gizem Sahin Spagna Gema Morales Margarita Morata Paula Rodriguez                                                        |
| Kumite     | Ucraina Kateryna Kryva Anastasiia Miastkovska Anita Serogina Anželika Terljuha | Turchia Mücessem Buse Avcu Merve Coban Serap Ozcelik Tuba Yakan | Slovacchia Veronika Semanikova Ingrid Suchankova Dominika Tatarova Jana Vojtikevicova Francia Alizée Agier Leïla Heurtault Lucie Ignace Alexandra Recchia |

## Medagliere
| Posiz. | Nazione     | Oro | Argento | Bronzo | Totale |
| ------ | ----------- | --- | ------- | ------ | ------ |
| 1      | Turchia     | 4   | 4       | 6      | 14     |
| 2      | Italia      | 3   | 3       | 2      | 8      |
| 3      | Spagna      | 3   | 0       | 2      | 5      |
| 4      | Ucraina     | 2   | 1       | 3      | 6      |
| 5      | Francia     | 1   | 4       | 3      | 8      |
| 6      | Serbia      | 1   | 1       | 2      | 4      |
| 7      | Austria     | 1   | 0       | 1      | 2      |
| 8      | Lettonia    | 1   | 0       | 0      | 1      |
| 9      | Russia      | 0   | 1       | 3      | 4      |
| 10     | Macedonia   | 0   | 1       | 1      | 2      |
| 11     | Germania    | 0   | 1       | 0      | 1      |
| 12     | Azerbaigian | 0   | 0       | 2      | 2      |
| 12     | Slovacchia  | 0   | 0       | 2      | 2      |
| 14     | Croazia     | 0   | 0       | 1      | 1      |
| 14     | Ungheria    | 0   | 0       | 1      | 1      |
| 14     | Montenegro  | 0   | 0       | 1      | 1      |
| 14     | Paesi Bassi | 0   | 0       | 1      | 1      |
| 14     | Svezia      | 0   | 0       | 1      | 1      |
| Totale | Totale      | 16  | 16      | 32     | 64     |